# COSCO

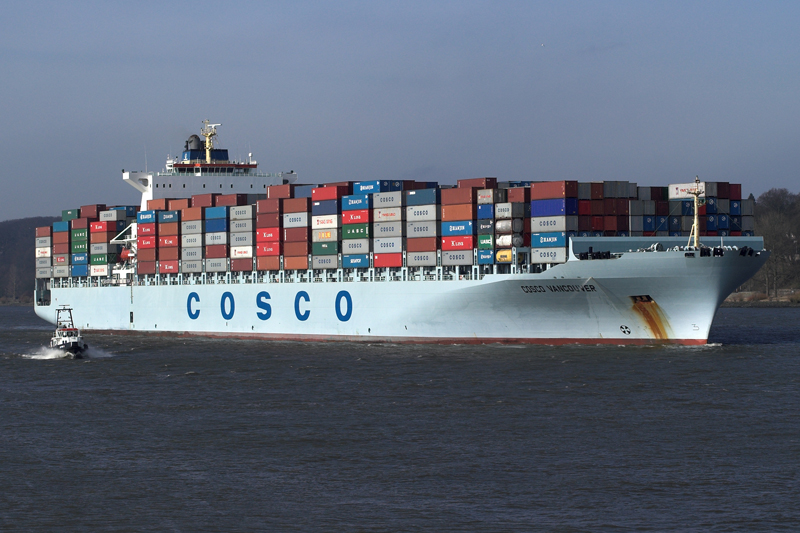
COSCO Vancouver.

China Ocean Shipping Company, Limited, conocida como COSCO o Grupo COSCO, es una de las mayores compañías navieras del mundo. Es una compañía estatal del gobierno de la República Popular China. Su sede se encuentra en la Ocean Plaza en el distrito Xicheng, Pekín.
Según la compañía, tiene en propiedad 1413 buques (con una capacidad de 320.000 TEU) y opera entre más de 100 puertos en todo el mundo. Es el mayor operador de contenedores en número de barcos contenedores y el tercero en volumen agregado de contenedores.
El grupo tiene seis compañías listadas en bolsa y dispone de más de 300 filiales subsidiarias en el mercado local chino y en el extranjero, proporcionando servicios de tránsito, construcción y reparación de barcos, operaciones terminales portuarias, manufacturaciones de productos contenarizados, comercio, financiación, inmobiliarios y relacionados con las tecnologías de la información. El Grupo opera una flota de alrededor de 550 buques, con una capacidad total de carga de 30 millones de toneladas de peso muerto (TPM).
El Grupo es la mayor naviera de China, el mayor operador en transporte marítimo de productos a granel y uno de los mayores del mundo en esta especialidad.

## Subsidiarias
El Grupo COSCO dispone de siete compañías listadas en bolsa:
- Hong Kong: COSCO Pacific Ltd.
- Hong Kong: COSCO International Holdings Ltd.
- Hong Kong: China COSCO Holdings Co. Ltd. (H shares)
- Shanghái: China COSCO Holdings Co. Ltd. (A shares)
- Shenzhen: China International Marine Containers (Group) Co. Ltd.
- Shenzhen: China International Marine Containers (Group) Co. Ltd. (B shares)
- Singapur: COSCO Corporation (Singapore) Limited
- Japón: COSCO Container Lines Japan Co., Ltd.